# Alexander Sebald
Alexander Sebald (sinh ngày 27 tháng 7 năm 1996) là một cầu thủ bóng đá người Đức. Anh thi đấu cho SC Austria Lustenau.

## Sự nghiệp câu lạc bộ
Anh ra mắt tại Giải bóng đá hạng nhất quốc gia Áo cho SC Austria Lustenau vào ngày 21 tháng 7 năm 2017 trong trận đấu trước Floridsdorfer AC.